# Гекторович, Петар
Петар Гекторович (хорв. Petar Hektorović) — хорватский поэт-гуманист, представитель дубровницкой литературы эпохи Возрождения.

## Биография
Петар Гекторович происходил из аристократической семьи, участвовал в народном восстании на острове Хвар. Самая известная работа — поэма-идиллия "Рыбная ловля и рыбацкие присказки" (опубл. 1568). Собирал рыбацкие песни Хвара, которые становились основой его поэзии — Бугарщицы. Одной из главных заслуг Гекторовича является обогащение хорватского литературного языка ныне общепринятой зоологической и морской терминологией.